# Botanophila bidigitata
Botanophila bidigitata este o specie de muște din genul Botanophila, familia Anthomyiidae, descrisă de Xue și Liang în anul 1990. Conform Catalogue of Life specia Botanophila bidigitata nu are subspecii cunoscute.